# Черноспинный короткоклювый колибри
Черноспинный короткоклювый колибри (лат. Ramphomicron dorsale) — вид птиц из семейства Колибри. Подвидов не выделяют.

## Распространение
Эндемик гор Санта-Марта в северной части Колумбии.

## Описание
Длина тела 9—10 см. Масса около 3,5 г. У самца очень короткий, слегка изогнутый чёрный клюв; верхняя сторона тела бархатисто-чёрная, заглазное пятно белое, перья надхвостья пурпурно-бронзовые на кончиках; горжетка оливково-зелёная, остальная часть тела тёмно-серая с примесью рыжего и с зелёными пятнами дискообразной формы; хвост умеренно длинный, глубоко раздвоенный, лилово-чёрный.
Самка сверху блестящая, травянисто-зелёная, надхвостье как у самца; охристо-белый цвет снизу с несколькими зелёными пятнами в форме дисков; хвост похож на хвост самца, но короче, с белыми концами внешних перьев.
Неполовозрелые особи не описаны.

## Питание
Питаются нектаром вересковых, эритрин, лобелиевых, меластомовых, пуйи, мареновых и шалфеев.